# Adil Jazouli
Adil Jazouli, né au Maroc le 11 août 1955 , est un sociologue et romancier, chercheur associé à la Fondation Maison des sciences de l'homme, responsable du séminaire « La Ville Globale » au sein du Collège d’Études Mondiales, et chercheur associé au Centre de recherches politiques de Sciences Po. Il est reconnu comme un des meilleurs spécialistes des banlieues populaires et des politiques publiques qui s’y déploient.

## Biographie
Arrivé en France en 1974, il est l’un des premiers sociologues à avoir investi le terrain des banlieues et des quartiers populaires dès le début des années 80 notamment au sein du CADIS/EHESS dirigé par Alain Touraine sous la direction duquel il soutient sa thèse en 1986. En 1990, il crée et dirige « Banlieuscopies », programme d’observation et d’évaluation des politiques publiques dans les banlieues dont les travaux font depuis référence. Il rejoint le Ministère de la Ville en 1997, où il occupe plusieurs fonctions liées aux études et à la recherche et où il participe notamment à la création de l’Observatoire National des Zones Urbaines Sensibles. Depuis 2008, il est chargé de la prospective et de la stratégie au sein de l’administration centrale du ministère de la Ville. En 2015, il intègre la Plateforme internationale  « Violence et sortir de la violence » de la Fondation Maison des sciences de l'homme comme co-directeur (avec Farhad Khosrokhavar et Jérôme Ferret) de l'Observatoire des radicalisations.
Le sociologue le cède au romancier pour aborder les répercussions intimes de l'attentat contre Charlie Hebdo (Marie, Meriem, Myriam), des spéculations dérangeantes depuis la question de la lutte contre le terrorisme (Le liquidateur des fiches "S") ou son parcours personnel (Itinéraire d'un enfant engagé).